# Józef Myśków
Józef Myśków (ur. 20 lutego 1927 w Gródku Jagiellońskim, zm. 23 listopada 1988 w Warszawie) – polski duchowny katolicki, teolog, profesor Akademii Teologii Katolickiej w Warszawie, specjalista w zakresie apologetyki i religioznawstwa.

## Życiorys
Urodził się w rodzinie robotniczej Władysława i Katarzyny z domu Witka. Miał czworo rodzeństwa. Mając 17 lat zgłosił się do seminarium duchownego we Lwowie. W 1945 znalazł się wraz z klerykami ewakuowanego seminarium w Kalwarii Zebrzydowskiej. W 1946 uzyskał w Krakowie maturę. Rozpoczął studia na Wydziale Teologicznym Uniwersytetu Jagiellońskiego, które ukończył w 1951. W 1949 otrzymał święcenia kapłańskie z rąk abp. Eugeniusza Baziaka. Po odbyciu studiów specjalistycznych w Katolickim Uniwersytecie Lubelskim w 1958 otrzymał na tej uczelni stopień naukowy doktora teologii w zakresie teologii dogmatycznej. W 1960 został wykładowcą w Seminarium Duchownym „Hosianum” w Olsztynie. Do 1973 był duchownym diecezji warmińskiej. W 1967 został adiunktem w Katedrze Apologetyki na Wydziale Teologicznym ATK, którą w latach 1966-1978 kierował ks. prof. Ryszard Paciorkowski. Na tej uczelni w 1968 uzyskał stopień naukowy doktora habilitowanego teologii (zatwierdzony w 1969). W 1969 został docentem w Katedrze Apologetyki. Od 1972 do 1978 był prodziekanem Wydziału Teologicznego ATK. W 1974 otrzymał tytuł naukowy profesora nadzwyczajnego. W 1982 został kierownikiem Katedry Religioznawstwa ATK. W 1988 został profesorem zwyczajnym.
Został odznaczony Złotym Krzyżem Zasługi (1974) i Krzyżem Kawalerskim Orderu Odrodzenia Polski (1979).
Zmarł 23 listopada 1988. Został pochowany w parafii Miłoradzice koło Lubina na Dolnym śląsku.